# Hesten (film fra 1931)
 For alternative betydninger, se Hesten. (Se også artikler, som begynder med Hesten)
Hesten er en dansk kortfilm fra 1931 instrueret af George Schnéevoigt og efter manuskript af Fleming Lynge.

## Handling
Denne artikel mangler et handlingsreferat. Hjælp os med at skrive det.

## Medvirkende
- Frederik Jensen
- Ellen Rovsing
- Aase Jacobsen
- Inger Bjarne